# 今川聖
今川 聖（いまがわ きよし、1964年11月12日 - ）は、日本の実業家。エキサイト株式会社代表取締役社長を務めた。

## 人物・経歴
東京都出身。1988年上智大学外国語学部卒業、伊藤忠商事入社。情報技術に20年携わった。2004年伊藤忠エレクトロニクス代表取締役社長。2008年伊藤忠商事情報産業部門ビジネスソリューション部長、エキサイト取締役。2009年伊藤忠商事情報・メディア部門メディア・ネットビジネス部長。
2011年エキサイト取締役副社長、スペースシャワーネットワーク取締役。2012年からエキサイト代表取締役社長を務め、フィンテック事業への参入を行うなどした。2018年伊藤忠商事情報・通信部門長、ベルシステム24ホールディングス取締役、伊藤忠・フジ・パートナーズ取締役、伊藤忠テクノソリューションズ取締役。